# Euglossa oleolucens
Euglossa oleolucens är en biart som beskrevs av Dressler 1978. Euglossa oleolucens ingår i släktet Euglossa, tribus orkidébin, och familjen långtungebin. Inga underarter finns listade.